# Chlorotalpa
Chlorotalpa és un gènere de talps daurats endèmics de Sud-àfrica que conté les espècies següents:
- Talp daurat de Duthie (C. duthieae)
- Talp daurat de Sclater (C. sclateri)

Les espècies de Chlorotalpa assoleixen una mida corporal d'entre 9,5 i 11 centímetres. Viuen en zones boscoses i herbassars oberts.